# بروکفیلد پلیس تورنتو
بروکفیلد پلیس تورنتو (به انگلیسی: Brookfield Place Toronto) آسمان‌خراش ۵۳ طبقه به ارتفاع ۲۶۳ متر، با کاربری اداری-تجاری است، که در شهر تورنتو، انتاریو، کانادا مستقر می‌باشد. پروژه ساخت این ساختمان در سال ۱۹۹۰ آغاز شد و در سال ۱۹۹۲ تکمیل و افتتاح گردید. این بنا توسط شرکت اسکیدمور، اوینگز و مریل، به سبک معماری پسانوگرا طراحی شده‌است. مساحت زیربنای آن ۱۲۷٬۴۷۰ متر مربع (۱٬۳۷۲٬۱۰۰ فوت مربع) است.